# زانکت لئونارد ام فورست
زانکت لئونارد ام فورست (به آلمانی: Sankt Leonhard am Forst) یک منطقهٔ مسکونی در اتریش است که در ناحیه ملک واقع شده‌است. زانکت لئونارد ام فورست ۳٬۰۳۳ نفر جمعیت دارد.